# 1972 na arte

## Eventos
- Fundação do Museu do Sol em Penápolis, Brasil.
- Inauguração do Museu de Arte Kimbell em Fort Worth, Estados Unidos da América.
- Fundação do Museu Arqueológico da Lapinha em Lagoa Santa, Brasil.

## Nascimentos
| Data | Nome               | Profissão  | Nacionalidade       | Observações | Ref   |
| ---- | ------------------ | ---------- | ------------------- | ----------- | ----- |
| ??   | Diogo Seixas Lopes | arquitecto | Portugal            |             | [ 1 ] |
| ??   | Pedro Boese        | pintor     | Portugal / Alemanha |             |       |

## Mortes
| Data          | Nome                       | Profissão                                | Nacionalidade           | Observações | Ref |
| ------------- | -------------------------- | ---------------------------------------- | ----------------------- | ----------- | --- |
| 23 de janeiro | Miguel García Vivancos     | pintor                                   | Espanha                 | n. 1895     |     |
| 27 de março   | M. C. Escher               | Artista gráfico                          | Países Baixos           | n. 1898     |     |
| 12 de maio    | Alfredo Rizzotti           | pintor                                   | Brasil                  | n. 1909     |     |
| 14 de julho   | Carlos Estêvão             | cartunista                               | Brasil                  | n. 1921     |     |
| 15 de julho   | Francisco González Gamarra | compositor, pintor, escultor e humanista | Peru                    | n. 1890     |     |
| 27 de julho   | Gregori Warchavchik        | arquiteto                                | União Soviética/ Brasil | n. 1896     |     |
| ??            | Samora Barros              | pintor                                   | Portugal                | n. 1887     |     |